# Isla Santa María (Quebec)
La isla Santa María (en francés: Île Sainte-Marie) es una isla fluvial en el río Richelieu, en Quebec, al este de Canadá. Pertenece al territorio de la municipalidad de Carignan, que se encuentra aguas abajo de la isla de Santa Teresa, de la cual está separada por un estrecho canal.
De forma alargada, la isla de Santa María mide 800 metros de longitud y 150 m en su punto más ancho. Ambas islas se conectan a través de la margen izquierda del río Richelieu por una carretera.